# Trithemis imitata
Trithemis imitata é uma espécie de libelinha da família Libellulidae.
Pode ser encontrada nos seguintes países: República Democrática do Congo e Uganda.
Os seus habitats naturais são: florestas subtropicais ou tropicais húmidas de baixa altitude e rios intermitentes.